# اوشچه (کرایوو)
اوشچه (به صربی: Ušće) یک منطقهٔ مسکونی در صربستان است که در کرالیفو واقع شده‌است. اوشچه ۲۰٫۱۵ کیلومتر مربع مساحت و ۱٬۸۸۱ نفر جمعیت دارد و ۳۳۸ متر بالاتر از سطح دریا واقع شده‌است.